# Pintor de Trieste
Pintor de Trieste es el nombre convenido para un pintor de vasos griego activo a finales del siglo V y principios del IV a. C.  Fue pintor ático de cerámica de figuras rojas de finales del período clásico, debe su nombre a la ciudad de Trieste, cuyo museo (Museo Storia ed Arte: 066.13) posee un kílix decorado con una representación de atletas. El historiador de arte británico John Beazley le atribuye solo cuatro kílices (todos decorados con una variación de la copa sin tallo y pie bajo). En términos de soluciones formales y compositivas, son casi idénticos. Las escenas representadas reflejan la vida en la palestra griega, uno de los temas favoritos de la pintura de vasos áticos.